# سيدة عمان الأولى
سيدة عمان الأولى أي السيدة الجليلة يشير إلى زوجة السلطان، ويعد أول من حملت هذا اللقب هي والدة السلطان قابوس بن سعيد السيدة ميزون المعشني والان زوجة السلطان الحالي لسلطنة عمان هيثم بن طارق السيدة عهد بنت عبد الله البوسعيدية هي من تحمل هذا اللقب بعد تولي زوجها مقاليد الحكم في السلطنة.

## الدور و المكانة
يمثل ظهور لقب "سيدة عمان الاولى" رسميًا للمرة الأولى سابقة في التاريخ العماني، ويُنظر إليه كجزء من تطور هيكلي ومجتمعي تشهده السلطنة في عهد السلطان هيثم بن طارق. ويعكس هذا التطور دورًا أكبر للمرأة العمانية في الحياة العامة، ويُجسد مكانة السيدة الجليلة كرمز وطني يعبر عن المرأة العمانية الحديثة التي تواكب متطلبات النهضة المتجددة في عمان.